# Lichkov
Lichkov település Csehországban, az Ústí nad Orlicí-i járásban. Lichkov Králíky, Těchonín és Mladkov településekkel határos. Lakosainak száma 481 fő (2024. január 1.).

## Népesség
A település lakosságának változását az alábbi diagram mutatja:
| Lakosok száma | 1190 | 1094 | 949  | 691  | 600  | 505  | 522  | 520  | 491  | 481  |
|               | 1869 | 1900 | 1921 | 1961 | 1980 | 2011 | 2016 | 2019 | 2021 | 2024 |